# Stellan Skarsgård
Stellan John Skarsgård, švedski filmski in televizijski igralec, * 13. junij 1951 Göteborg, Švedska.                                                                                                       
Skarsgård je znan po vlogah Jana Nymana v Breaking the Waves (1996), kapitana Tupoljeva v Lov na rdeči oktober (1990), profesorja Geralda Lambeauja v Dobri Will Hunting (1997), Bootstrapa Billa Turnerja v Pirati s Karibov: Mrtvečeva skrinja (2006) in Pirati s Karibov: Na koncu sveta (2007), Billa Andersona v filmu Mamma Mia! (2008) in njegovem nadaljevanju Mamma Mia! Spet začenja se (2018), poveljnika Maximiliana Richterja v Angeli in demoni (2009), Martina Vangerja v Dekle z zmajevim tatujem (2011), dr. Erika Selviga v filmih Marvel Cinematic Universe Thor (2011), Maščevalci (2012), Thor: Svet teme (2013) in Maščevalci: Ultronova doba (2015), Velikega vojvode v Pepelki (2015) in Borisa Ščerbine v HBO-jevi televizijski miniseriji Černobil (2019).
Skarsgård je dvakrat poročen in enkrat ločen. S svojo drugo ženo ima dva otroka, medtem, ko ima s svojo prvo ženo šest otrok. Nekoč je dejal, da se mu zdi imeti osem otrok čisto dovolj. 